# Suore della Beata Vergine
Le suore della Beata Vergine sono un istituto religioso femminile di diritto pontificio: le suore di questa congregazione pospongono al loro nome la sigla C.B.V.

## Storia
La congregazione trae origine dal collegio delle vergini di Cremona, aperto il 6 maggio 1610 da madre Lucia Perotti (1568-1641) con l'aiuto del gesuita Giovanni Melina e con l'approvazione del cardinale Paolo Emilio Sfondrati, vescovo del posto. La Perotti si ispirò al collegio delle tre regine, fondato nel 1569 ad Hall da tre figlie dell'imperatore Ferdinando I d'Asburgo, e al collegio delle nobili vergini di Gesù di Castiglione delle Stiviere, fondato dalle tre figlie del marchese Rodolfo Gonzaga.
La Perotti emise i voti assieme alle sue prime cinque compagne l'8 dicembre 1612. Il collegio rischiò di venire soppresso varie volte: nel 1773, anno dello scioglimento della Compagnia di Gesù, per gli stretti legami esistenti tra le vergini e i gesuiti; nel 1784 a opera di Giuseppe II e nel 1810 per decreto di Napoleone Bonaparte, ma riuscì a sopravvivere perché le leggi canoniche non riconoscevano il valore dei voti professati dalle vergini del collegio.
Nel 1923 venne fondata la prima filiale del collegio a Bellagio, poi un'altra a Trieste (1929): la Santa Sede approvò le vergini come congregazione religiosa di diritto pontificio il 27 febbraio 1933.
Dopo l'approvazione pontificia le suore della Beata Vergine estesero la loro opera anche all'estero, fondando missioni in Ceylon (1951) e Kenya (1964).

## Attività e diffusione
Le suore della Beata Vergine si dedicano essenzialmente all'istruzione e all'educazione cristiana della gioventù.
Oltre che in Italia, sono presenti in Kenya e Sri Lanka; la sede generalizia è in via Felice Cavallotti a Cremona.
Alla fine del 2008 la congregazione contava 257 religiose in 29 case.